# Linda Sällström
Linda Charlotta Sällström (Helsinki, 13 luglio 1988) è una calciatrice finlandese, attaccante del Vittsjö GIK e della nazionale finlandese.

## Carriera

### Nazionale
Sällström debutta con la maglia della nazionale maggiore nel corso del 2007, chiamata dal commissario tecnico Michael Käld in occasione dell'amichevole con la Norvegia del 31 maggio, entrando a 17 minuti dalla fine del secondo tempo. In seguito Käld le concede sempre maggiore fiducia, convocandola per le edizioni 2008 e 2009 dell'Algarve Cup, inserendola infine nella rosa dell'edizione 2009 dell'Europeo di categoria, torneo organizzato dalla Federcalcio finlandese nel proprio paese. In quel frangente viene impiegata in tutti i quattro incontri disputati dalla sua nazionale che, dopo aver superato al primo posto il gruppo A nella fase a gironi, viene eliminata ai quarti di finale dopo una combattuta partita con l'Inghilterra terminata 3-2 per le avversarie e dove Sällström sigla l'ultima rete della Finlandia mantenendo vive le speranze di passaggio del turno.
Dopo aver disputato i primi incontri delle qualificazioni al Mondiale di Germania 2011, dall'inizio del 2010 la guida tecnica della squadra passa da Käld al nuovo ct Andrée Jeglertz, tuttavia la fiducia in Sällström non viene meno, impiegandola in 4 partite del gruppo 7 della zona UEFA, incontri che non riescono a scalzare l'Italia dalla prima posizione impedendo alla Finlandia l'accesso alla fase finale.
L'attaccante viene convocata regolarmente anche nei primi impegni per le qualificazioni all'Europeo di Svezia 2013 ma il grave infortunio occorsole a inizio 2012 al legamento crociato anteriore la costringe, tra operazione e periodo riabilitativo, a disertare i terreni di gioco per il resto dell'anno. Un nuovo infortunio al ginocchio del marzo 2013 le preclude la possibilità di essere inserita in rosa con la squadra in partenza per la Svezia.
Il 25 gennaio 2014 Sällstrom si infortunò nuovamente al legamento crociato anteriore, rendendo probabile che avrebbe perso la stagione 2014.
In totale Sällström ha subito tre infortuni al crociato anteriore nella sua carriera. Tornando dall'infortunio per finire come secondo più alto marcatore nella stagione 2017-18 Damallsvenskan.
L'8 ottobre 2019, grazie alle 4 reti segnate all'Albania durante le qualificazioni all'Europeo di Inghilterra 2022, diventa la maggior realizzatrice per la nazionale finlandese femminile, superando Laura Österberg Kalmari, raggiungendo un altro importante traguardo circa un mese più tardi, il 7 novembre, disputando contro Cipro la sua centesima partita per la nazionale maggiore della Finlandia.

## Statistiche

### Cronologia presenze e reti in nazionale
| Cronologia completa delle presenze e delle reti in nazionale ― Finlandia | Cronologia completa delle presenze e delle reti in nazionale ― Finlandia | Cronologia completa delle presenze e delle reti in nazionale ― Finlandia | Cronologia completa delle presenze e delle reti in nazionale ― Finlandia | Cronologia completa delle presenze e delle reti in nazionale ― Finlandia | Cronologia completa delle presenze e delle reti in nazionale ― Finlandia | Cronologia completa delle presenze e delle reti in nazionale ― Finlandia | Cronologia completa delle presenze e delle reti in nazionale ― Finlandia |
| Data                                                                     | Città                                                                    | In casa                                                                  | Risultato                                                                | Ospiti                                                                   | Competizione                                                             | Reti                                                                     | Note                                                                     |
| ------------------------------------------------------------------------ | ------------------------------------------------------------------------ | ------------------------------------------------------------------------ | ------------------------------------------------------------------------ | ------------------------------------------------------------------------ | ------------------------------------------------------------------------ | ------------------------------------------------------------------------ | ------------------------------------------------------------------------ |
| 31-5-2007                                                                | Bergen                                                                   | Norvegia                                                                 | 1 – 1                                                                    | Finlandia                                                                | Amichevole                                                               | -                                                                        | 73’                                                                      |
| 29-9-2007                                                                | Helsinki                                                                 | Finlandia                                                                | 4 – 1                                                                    | Scozia                                                                   | Amichevole                                                               | 1                                                                        | 61’                                                                      |
| 13-1-2008                                                                | Ottawa                                                                   | Finlandia                                                                | 0 – 2                                                                    | Cina                                                                     | Amichevole                                                               | -                                                                        |                                                                          |
| 17-1-2008                                                                | Edmonton                                                                 | Stati Uniti                                                              | 4 – 1                                                                    | Finlandia                                                                | Amichevole                                                               | -                                                                        | 76’                                                                      |
| 20-1-2008                                                                | Vancouver                                                                | Canada                                                                   | 1 – 1                                                                    | Finlandia                                                                | Amichevole                                                               | -                                                                        |                                                                          |
| 5-3-2008                                                                 | Parchal                                                                  | Finlandia                                                                | 1 – 3                                                                    | Svezia                                                                   | Algarve Cup 2008 - 1º turno                                              | -                                                                        | 90+1’                                                                    |
| 7-3-2008                                                                 | Faro                                                                     | Germania                                                                 | 3 – 0                                                                    | Finlandia                                                                | Algarve Cup 2008 - 1º turno                                              | -                                                                        | 62’                                                                      |
| 10-3-2008                                                                | Lagos                                                                    | Danimarca                                                                | 1 – 0                                                                    | Finlandia                                                                | Algarve Cup 2008 - 1º turno                                              | -                                                                        | 59’                                                                      |
| 12-3-2008                                                                | Loulé                                                                    | Finlandia                                                                | 0 – 3                                                                    | Islanda                                                                  | Algarve Cup 2008 - Finale 7º posto                                       | -                                                                        |                                                                          |
| 4-5-2008                                                                 | Espoo                                                                    | Finlandia                                                                | 1 – 1                                                                    | Irlanda                                                                  | Amichevole                                                               | -                                                                        | 77’                                                                      |
| 7-5-2008                                                                 | Tampere                                                                  | Finlandia                                                                | 0 – 0                                                                    | Grecia                                                                   | Amichevole                                                               | -                                                                        | 83’                                                                      |
| 3-3-2009                                                                 | Albufeira                                                                | Germania                                                                 | 2 – 0                                                                    | Finlandia                                                                | Algarve Cup 2009 - 1º turno                                              | -                                                                        | 85’                                                                      |
| 6-3-2009                                                                 | Lagos                                                                    | Svezia                                                                   | 1 – 0                                                                    | Finlandia                                                                | Algarve Cup 2009 - 1º turno                                              | -                                                                        | 46’                                                                      |
| 8-3-2009                                                                 | Faro                                                                     | Finlandia                                                                | 0 – 1                                                                    | Cina                                                                     | Algarve Cup 2009 - 1º turno                                              | -                                                                        | 72’                                                                      |
| 11-3-2009                                                                | Lagos                                                                    | Portogallo                                                               | 1 – 1                                                                    | Finlandia                                                                | Algarve Cup 2009 - Finale 7º posto                                       | -                                                                        |                                                                          |
| 28-5-2009                                                                | Helsinki                                                                 | Finlandia                                                                | 3 – 2                                                                    | Italia                                                                   | Amichevole                                                               | 2                                                                        | 90+2’                                                                    |
| 22-7-2009                                                                | Jyväskylä                                                                | Finlandia                                                                | 1 – 3                                                                    | Svezia                                                                   | Amichevole                                                               | 1                                                                        | 84’                                                                      |
| 23-8-2009                                                                | Helsinki                                                                 | Finlandia                                                                | 1 – 0                                                                    | Danimarca                                                                | Euro 2009 - 1º turno                                                     | -                                                                        | 73’                                                                      |
| 26-8-2009                                                                | Tampere                                                                  | Paesi Bassi                                                              | 1 – 2                                                                    | Finlandia                                                                | Euro 2009 - 1º turno                                                     | -                                                                        |                                                                          |
| 29-8-2009                                                                | Vantaa                                                                   | Finlandia                                                                | 0 – 1                                                                    | Ucraina                                                                  | Euro 2009 - 1º turno                                                     | -                                                                        | 46’                                                                      |
| 3-9-2009                                                                 | Turku                                                                    | Finlandia                                                                | 2 – 3                                                                    | Inghilterra                                                              | Qual. Mondiali 2011                                                      | 1                                                                        |                                                                          |
| 24-10-2009                                                               | Marburgo                                                                 | Slovenia                                                                 | 0 – 3                                                                    | Finlandia                                                                | Qual. Mondiali 2011                                                      | -                                                                        |                                                                          |
| 28-10-2009                                                               | Coimbra                                                                  | Portogallo                                                               | 0 – 1                                                                    | Finlandia                                                                | Qual. Mondiali 2011                                                      | -                                                                        |                                                                          |
| 21-11-2009                                                               | Helsinki                                                                 | Finlandia                                                                | 7 – 0                                                                    | Armenia                                                                  | Qual. Mondiali 2011                                                      | -                                                                        | 58’                                                                      |
| 24-2-2010                                                                | Lagos                                                                    | Cina                                                                     | 1 – 1                                                                    | Finlandia                                                                | Algarve Cup 2010 - 1º turno                                              | 1                                                                        |                                                                          |
| 26-2-2010                                                                | Parchal                                                                  | Germania                                                                 | 7 – 0                                                                    | Finlandia                                                                | Algarve Cup 2010 - 1º turno                                              | -                                                                        | 79’                                                                      |
| 1-3-2010                                                                 | Albufeira                                                                | Finlandia                                                                | 1 – 2                                                                    | Danimarca                                                                | Algarve Cup 2010 - 1º turno                                              | -                                                                        | 65’                                                                      |
| 4-3-2010                                                                 | Silves                                                                   | Finlandia                                                                | 0 – 1                                                                    | Romania                                                                  | Algarve Cup 2010 - Finale 7º posto                                       | -                                                                        |                                                                          |
| 31-3-2010                                                                | Ascoli Piceno                                                            | Italia                                                                   | 1 – 1                                                                    | Finlandia                                                                | Qual. Mondiali 2011                                                      | -                                                                        |                                                                          |
| 19-6-2010                                                                | Tampere                                                                  | Finlandia                                                                | 4 – 1                                                                    | Portogallo                                                               | Qual. Mondiali 2011                                                      | 1                                                                        |                                                                          |
| 23-6-2010                                                                | Vantaa                                                                   | Finlandia                                                                | 1 – 3                                                                    | Italia                                                                   | Qual. Mondiali 2011                                                      | 1                                                                        |                                                                          |
| 25-8-2010                                                                | Lahti                                                                    | Finlandia                                                                | 4 – 1                                                                    | Slovenia                                                                 | Qual. Mondiali 2011                                                      | 3                                                                        |                                                                          |
| 16-1-2011                                                                | Kuopio                                                                   | Finlandia                                                                | 4 – 3                                                                    | Russia                                                                   | Amichevole                                                               | 2                                                                        |                                                                          |
| 2-3-2011                                                                 | Lagos                                                                    | Norvegia                                                                 | 2 – 1                                                                    | Finlandia                                                                | Algarve Cup 2011 - 1º turno                                              | -                                                                        |                                                                          |
| 4-3-2011                                                                 | Lagos                                                                    | Giappone                                                                 | 5 – 0                                                                    | Finlandia                                                                | Algarve Cup 2011 - 1º turno                                              | -                                                                        | 46’                                                                      |
| 7-3-2011                                                                 | Parchal                                                                  | Stati Uniti                                                              | 4 – 0                                                                    | Finlandia                                                                | Algarve Cup 2011 - 1º turno                                              | -                                                                        |                                                                          |
| 10-3-2011                                                                | Albufeira                                                                | Finlandia                                                                | 1 – 2                                                                    | Portogallo                                                               | Algarve Cup 2011 - Finale 9º posto                                       | -                                                                        | 82’                                                                      |
| 18-9-2011                                                                | Helsinki                                                                 | Finlandia                                                                | 1 – 0                                                                    | Scozia                                                                   | Amichevole                                                               | 1                                                                        |                                                                          |
| 22-10-2011                                                               | Jyväskylä                                                                | Finlandia                                                                | 6 – 0                                                                    | Estonia                                                                  | Qual. Euro 2013                                                          | 3                                                                        |                                                                          |
| 27-10-2011                                                               | Barysaŭ                                                                  | Bielorussia                                                              | 2 – 2                                                                    | Finlandia                                                                | Qual. Euro 2013                                                          | 2                                                                        |                                                                          |
| 16-2-2012                                                                | Turku                                                                    | Finlandia                                                                | 1 – 3                                                                    | Belgio                                                                   | Amichevole                                                               | -                                                                        | 90+1’                                                                    |
| 28-2-2012                                                                | Nicosia                                                                  | Inghilterra                                                              | 3 – 1                                                                    | Finlandia                                                                | Cyprus Cup 2012 - 1º turno                                               | -                                                                        | 86’                                                                      |
| 1-3-2012                                                                 | Larnaca                                                                  | Finlandia                                                                | 1 – 2                                                                    | Francia                                                                  | Cyprus Cup 2012 - 1º turno                                               | 1                                                                        | 75’                                                                      |
| 4-3-2012                                                                 | Paralimni                                                                | Finlandia                                                                | 3 – 1                                                                    | Svizzera                                                                 | Cyprus Cup 2012 - 1º turno                                               | 3                                                                        |                                                                          |
| 6-3-2012                                                                 | Larnaca                                                                  | Corea del Sud                                                            | 1 – 1 (7 - 6 dtr)                                                        | Finlandia                                                                | Cyprus Cup 2012 - Finale 5º posto                                        | 1                                                                        |                                                                          |
| 29-3-2012                                                                | Senec                                                                    | Slovacchia                                                               | 0 – 1                                                                    | Finlandia                                                                | Qual. Euro 2013                                                          | -                                                                        |                                                                          |
| 5-4-2012                                                                 | Espoo                                                                    | Finlandia                                                                | 2 – 0                                                                    | Slovacchia                                                               | Qual. Euro 2013                                                          | -                                                                        | 83’                                                                      |
| 28-5-2012                                                                | Tampere                                                                  | Finlandia                                                                | 1 – 0                                                                    | Lussemburgo                                                              | Amichevole                                                               | -                                                                        |                                                                          |
| 14-2-2013                                                                | Vantaa                                                                   | Finlandia                                                                | 5 – 0                                                                    | Russia                                                                   | Amichevole                                                               | 1                                                                        | 71’                                                                      |
| 25-9-2013                                                                | Turku                                                                    | Finlandia                                                                | 2 – 1                                                                    | Austria                                                                  | Qual. Mondiali 2015                                                      | -                                                                        | 66’                                                                      |
| 31-10-2013                                                               | Helsinki                                                                 | Finlandia                                                                | 1 – 0                                                                    | Kazakistan                                                               | Qual. Mondiali 2015                                                      | -                                                                        |                                                                          |
| 14-2-2015                                                                | Helsinki                                                                 | Finlandia                                                                | 0 – 3                                                                    | Svezia                                                                   | Amichevole                                                               | -                                                                        | 90+3’                                                                    |
| 4-3-2015                                                                 | Larnaca                                                                  | Finlandia                                                                | 1 – 3                                                                    | Inghilterra                                                              | Cyprus Cup 2015 - 1º turno                                               | -                                                                        |                                                                          |
| 6-3-2015                                                                 | Nicosia                                                                  | Finlandia                                                                | 0 – 0                                                                    | Paesi Bassi                                                              | Cyprus Cup 2015 - 1º turno                                               | -                                                                        |                                                                          |
| 9-3-2015                                                                 | Larnaca                                                                  | Australia                                                                | 3 – 0                                                                    | Finlandia                                                                | Cyprus Cup 2015 - 1º turno                                               | -                                                                        |                                                                          |
| 12-3-2015                                                                | Nicosia                                                                  | Finlandia                                                                | 2 – 1                                                                    | Sudafrica                                                                | Cyprus Cup 2015 - Finale 9º posto                                        | -                                                                        |                                                                          |
| 6-4-2015                                                                 | Lahti                                                                    | Finlandia                                                                | 1 – 3                                                                    | Polonia                                                                  | Amichevole                                                               | -                                                                        |                                                                          |
| 29-5-2015                                                                | Oslo                                                                     | Norvegia                                                                 | 2 – 0                                                                    | Finlandia                                                                | Amichevole                                                               | -                                                                        |                                                                          |
| 17-9-2015                                                                | Tampere                                                                  | Finlandia                                                                | 1 – 0                                                                    | Montenegro                                                               | Qual. Euro 2017                                                          | -                                                                        | 75’                                                                      |
| 21-9-2015                                                                | Dublino                                                                  | Irlanda                                                                  | 0 – 2                                                                    | Finlandia                                                                | Qual. Euro 2017                                                          | 1                                                                        |                                                                          |
| 27-10-2015                                                               | Helsinki                                                                 | Finlandia                                                                | 1 – 2                                                                    | Spagna                                                                   | Qual. Euro 2017                                                          | -                                                                        |                                                                          |
| 2-3-2016                                                                 | Larnaca                                                                  | Finlandia                                                                | 2 – 2                                                                    | Galles                                                                   | Cyprus Cup 2016 - 1º turno                                               | -                                                                        |                                                                          |
| 4-3-2016                                                                 | Larnaca                                                                  | Rep. Ceca                                                                | 3 – 1                                                                    | Finlandia                                                                | Cyprus Cup 2016 - 1º turno                                               | -                                                                        | 46’                                                                      |
| 9-3-2016                                                                 | Nicosia                                                                  | Irlanda                                                                  | 2 – 0                                                                    | Finlandia                                                                | Cyprus Cup 2016 - Finale 7º posto                                        | -                                                                        |                                                                          |
| 12-4-2016                                                                | Podgorica                                                                | Montenegro                                                               | 1 – 7                                                                    | Finlandia                                                                | Qual. Euro 2017                                                          | 1                                                                        |                                                                          |
| 4-6-2016                                                                 | Turku                                                                    | Finlandia                                                                | 4 – 1                                                                    | Irlanda                                                                  | Qual. Euro 2017                                                          | 1                                                                        | 87’                                                                      |
| 7-6-2016                                                                 | Helsinki                                                                 | Finlandia                                                                | 0 – 0                                                                    | Portogallo                                                               | Qual. Euro 2017                                                          | -                                                                        |                                                                          |
| 16-9-2016                                                                | Águeda                                                                   | Portogallo                                                               | 3 – 2                                                                    | Finlandia                                                                | Qual. Euro 2017                                                          | -                                                                        | 82’                                                                      |
| 20-9-2016                                                                | Leganés                                                                  | Spagna                                                                   | 5 – 0                                                                    | Finlandia                                                                | Qual. Euro 2017                                                          | -                                                                        |                                                                          |
| 18-1-2017                                                                | Nižnij Novgorod                                                          | Russia                                                                   | 0 – 2                                                                    | Finlandia                                                                | Amichevole                                                               | -                                                                        | 74’                                                                      |
| 22-1-2017                                                                | Skopje                                                                   | Macedonia del Nord                                                       | 0 – 3                                                                    | Finlandia                                                                | Amichevole                                                               | 1                                                                        |                                                                          |
| 5-3-2017                                                                 | Bratislava                                                               | Slovacchia                                                               | 2 – 1                                                                    | Finlandia                                                                | Amichevole                                                               | 1                                                                        |                                                                          |
| 8-4-2017                                                                 | Poznań                                                                   | Polonia                                                                  | 1 – 1                                                                    | Finlandia                                                                | Amichevole                                                               | -                                                                        | 46’                                                                      |
| 11-6-2017                                                                | Changzhou                                                                | Cina                                                                     | 4 – 2                                                                    | Finlandia                                                                | Amichevole                                                               | 1                                                                        | 90+2’                                                                    |
| 19-9-2017                                                                | Lisbona                                                                  | Portogallo                                                               | 1 – 1                                                                    | Finlandia                                                                | Amichevole                                                               | -                                                                        | 64’                                                                      |
| 23-10-2017                                                               | Helsinki                                                                 | Finlandia                                                                | 1 – 0                                                                    | Serbia                                                                   | Qual. Mondiali 2019                                                      | -                                                                        |                                                                          |
| 26-11-2017                                                               | Helsinki                                                                 | Finlandia                                                                | 4 – 0                                                                    | Israele                                                                  | Qual. Mondiali 2019                                                      | 2                                                                        |                                                                          |
| 22-1-2018                                                                | Ramat Gan                                                                | Israele                                                                  | 0 – 0                                                                    | Finlandia                                                                | Qual. Mondiali 2019                                                      | -                                                                        |                                                                          |
| 6-4-2018                                                                 | Helsinki                                                                 | Finlandia                                                                | 0 – 2                                                                    | Spagna                                                                   | Qual. Mondiali 2019                                                      | -                                                                        | 85’                                                                      |
| 8-6-2018                                                                 | Turku                                                                    | Finlandia                                                                | 0 – 2                                                                    | Austria                                                                  | Qual. Mondiali 2019                                                      | -                                                                        |                                                                          |
| 12-6-2018                                                                | Belgrado                                                                 | Serbia                                                                   | 0 – 2                                                                    | Finlandia                                                                | Qual. Mondiali 2019                                                      | -                                                                        |                                                                          |
| 31-8-2018                                                                | Santander                                                                | Spagna                                                                   | 5 – 1                                                                    | Finlandia                                                                | Qual. Mondiali 2019                                                      | 1                                                                        |                                                                          |
| 4-9-2018                                                                 | Wiener Neustadt                                                          | Austria                                                                  | 4 – 1                                                                    | Finlandia                                                                | Qual. Mondiali 2019                                                      | 1                                                                        |                                                                          |
| 4-10-2018                                                                | Canton                                                                   | Finlandia                                                                | 3 – 1                                                                    | Thailandia                                                               | Amichevole                                                               | -                                                                        |                                                                          |
| 9-10-2018                                                                | Tientsin                                                                 | Cina                                                                     | 2 – 1                                                                    | Finlandia                                                                | Amichevole                                                               | -                                                                        |                                                                          |
| 13-10-2018                                                               | Hangzhou                                                                 | Portogallo                                                               | 0 – 0                                                                    | Finlandia                                                                | Amichevole                                                               | -                                                                        |                                                                          |
| 21-1-2019                                                                | Aarhus                                                                   | Danimarca                                                                | 1 – 0                                                                    | Finlandia                                                                | Amichevole                                                               | -                                                                        |                                                                          |
| 27-2-2019                                                                | Nicosia                                                                  | Sudafrica                                                                | 2 – 2                                                                    | Finlandia                                                                | Cyprus Cup 2019 - 1º turno                                               | -                                                                        |                                                                          |
| 1-3-2019                                                                 | Paralimni                                                                | Rep. Ceca                                                                | 2 – 1                                                                    | Finlandia                                                                | Cyprus Cup 2019 - 1º turno                                               | -                                                                        | 77’                                                                      |
| 4-3-2019                                                                 | Larnaca                                                                  | Finlandia                                                                | 0 – 1                                                                    | Corea del Nord                                                           | Cyprus Cup 2019 - 1º turno                                               | -                                                                        |                                                                          |
| 5-4-2019                                                                 | San Gallo                                                                | Svizzera                                                                 | 0 – 0                                                                    | Finlandia                                                                | Amichevole                                                               | -                                                                        | 72’                                                                      |
| 9-4-2019                                                                 | Turku                                                                    | Finlandia                                                                | 1 – 0                                                                    | Ucraina                                                                  | Amichevole                                                               | 1                                                                        |                                                                          |
| 2-9-2019                                                                 | Elbasan                                                                  | Albania                                                                  | 0 – 3                                                                    | Finlandia                                                                | Qual. Euro 2022                                                          | 2                                                                        |                                                                          |
| 8-10-2019                                                                | Tampere                                                                  | Finlandia                                                                | 8 – 1                                                                    | Albania                                                                  | Qual. Euro 2022                                                          | 3                                                                        |                                                                          |
| 7-11-2019                                                                | Helsinki                                                                 | Finlandia                                                                | 4 – 0                                                                    | Cipro                                                                    | Qual. Euro 2022                                                          | 1                                                                        |                                                                          |
| 12-11-2019                                                               | Porto                                                                    | Portogallo                                                               | 1 – 1                                                                    | Finlandia                                                                | Qual. Euro 2022                                                          | 1                                                                        |                                                                          |
| 11-3-2020                                                                | Larnaca                                                                  | Slovacchia                                                               | 2 – 4                                                                    | Finlandia                                                                | Cyprus Cup 2020 - 1º turno                                               | 1                                                                        | 46’                                                                      |
| 27-10-2020                                                               | Helsinki                                                                 | Finlandia                                                                | 1 – 0                                                                    | Scozia                                                                   | Qual. Euro 2022                                                          | -                                                                        |                                                                          |
| 1-12-2020                                                                | Glasgow                                                                  | Scozia                                                                   | 0 – 1                                                                    | Finlandia                                                                | Qual. Euro 2022                                                          | -                                                                        | 90+4’                                                                    |
| 19-2-2021                                                                | Helsinki                                                                 | Finlandia                                                                | 1 – 0                                                                    | Portogallo                                                               | Qual. Euro 2022                                                          | 1                                                                        |                                                                          |
| 23-2-2021                                                                | Nicosia                                                                  | Cipro                                                                    | 0 – 5                                                                    | Finlandia                                                                | Qual. Euro 2022                                                          | 1                                                                        | 82’                                                                      |
| 13-4-2021                                                                | Ritzing                                                                  | Austria                                                                  | 2 – 2                                                                    | Finlandia                                                                | Amichevole                                                               | -                                                                        | 81’                                                                      |
| 11-6-2021                                                                | Badajoz                                                                  | Finlandia                                                                | 2 – 2                                                                    | Polonia                                                                  | Amichevole                                                               | -                                                                        | 84’                                                                      |
| 14-6-2021                                                                | Cartagena                                                                | Finlandia                                                                | 0 – 1                                                                    | Russia                                                                   | Amichevole                                                               | -                                                                        | 73’                                                                      |
| 23-9-2021                                                                | Turku                                                                    | Finlandia                                                                | 2 – 1                                                                    | Slovacchia                                                               | Qual. Mondiali 2023                                                      | -                                                                        | 80’                                                                      |
| 21-10-2021                                                               | Tbilisi                                                                  | Georgia                                                                  | 0 – 3                                                                    | Finlandia                                                                | Qual. Mondiali 2023                                                      | 1                                                                        |                                                                          |
| 26-10-2021                                                               | Helsinki                                                                 | Finlandia                                                                | 1 – 2                                                                    | Irlanda                                                                  | Qual. Mondiali 2023                                                      | -                                                                        | 89’                                                                      |
| 25-11-2021                                                               | Göteborg                                                                 | Svezia                                                                   | 2 – 1                                                                    | Finlandia                                                                | Qual. Mondiali 2023                                                      | 1                                                                        | 85’                                                                      |
| 16-2-2022                                                                | Le Havre                                                                 | Francia                                                                  | 5 – 0                                                                    | Finlandia                                                                | Amichevole                                                               | -                                                                        | 90’                                                                      |
| 23-2-2022                                                                | Caen                                                                     | Brasile                                                                  | 0 – 0                                                                    | Finlandia                                                                | Amichevole                                                               | -                                                                        | 81’                                                                      |
| 27-6-2022                                                                | Espoo                                                                    | Finlandia                                                                | 1 – 5                                                                    | Giappone                                                                 | Amichevole                                                               | -                                                                        | 59’                                                                      |
| 8-7-2022                                                                 | Milton Keynes                                                            | Spagna                                                                   | 4 – 1                                                                    | Finlandia                                                                | Euro 2022 - 1º turno                                                     | 1                                                                        |                                                                          |
| 12-7-2022                                                                | Milton Keynes                                                            | Danimarca                                                                | 1 – 0                                                                    | Finlandia                                                                | Euro 2022 - 1º turno                                                     | -                                                                        | 76’                                                                      |
| 16-7-2022                                                                | Milton Keynes                                                            | Finlandia                                                                | 0 – 3                                                                    | Germania                                                                 | Euro 2022 - 1º turno                                                     | -                                                                        | 82’                                                                      |
| 1-9-2022                                                                 | Dublino                                                                  | Irlanda                                                                  | 1 – 0                                                                    | Finlandia                                                                | Qual. Mondiali 2023                                                      | -                                                                        |                                                                          |
| 6-9-2022                                                                 | Tampere                                                                  | Finlandia                                                                | 0 – 5                                                                    | Svezia                                                                   | Qual. Mondiali 2023                                                      | -                                                                        | 81’                                                                      |
| 12-11-2022                                                               | Cardiff                                                                  | Galles                                                                   | 1 – 1                                                                    | Finlandia                                                                | Amichevole                                                               | -                                                                        |                                                                          |
| 16-2-2023                                                                | Larnaca                                                                  | Croazia                                                                  | 1 – 4                                                                    | Finlandia                                                                | Cyprus Cup 2023 - 1º turno                                               | 1                                                                        |                                                                          |
| 19-2-2023                                                                | Larnaca                                                                  | Finlandia                                                                | 8 – 0                                                                    | Ungheria                                                                 | Cyprus Cup 2023 - 1º turno                                               | 3                                                                        | 46’                                                                      |
| 7-4-2023                                                                 | Senec                                                                    | Slovacchia                                                               | 0 – 1                                                                    | Finlandia                                                                | Amichevole                                                               | -                                                                        | 84’                                                                      |
| 22-9-2023                                                                | Helsinki                                                                 | Finlandia                                                                | 4 – 0                                                                    | Slovacchia                                                               | UEFA Women's Nations League 2023-2024 - 1º turno                         | 1                                                                        | 65’                                                                      |
| 26-9-2023                                                                | Bucarest                                                                 | Romania                                                                  | 0 – 1                                                                    | Finlandia                                                                | UEFA Women's Nations League 2023-2024 - 1º turno                         | 1                                                                        | 86’                                                                      |
| 27-10-2023                                                               | Helsinki                                                                 | Finlandia                                                                | 3 – 0                                                                    | Croazia                                                                  | UEFA Women's Nations League 2023-2024 - 1º turno                         | 1                                                                        | 61’                                                                      |
| 31-10-2023                                                               | Sebenico                                                                 | Croazia                                                                  | 0 – 2                                                                    | Finlandia                                                                | UEFA Women's Nations League 2023-2024 - 1º turno                         | -                                                                        | 62’                                                                      |
| 30-11-2023                                                               | Turku                                                                    | Finlandia                                                                | 6 – 0                                                                    | Romania                                                                  | UEFA Women's Nations League 2023-2024 - 1º turno                         | 2                                                                        | 67’                                                                      |
| 23-2-2024                                                                | Lubiana                                                                  | Slovenia                                                                 | 0 – 1                                                                    | Finlandia                                                                | Amichevole                                                               | -                                                                        | 75’                                                                      |
| 27-2-2024                                                                | Glasgow                                                                  | Scozia                                                                   | 1 – 1                                                                    | Finlandia                                                                | Amichevole                                                               | -                                                                        | 46’                                                                      |
| 5-4-2024                                                                 | Oslo                                                                     | Norvegia                                                                 | 4 – 0                                                                    | Finlandia                                                                | Qual. Euro 2025                                                          | -                                                                        | 83’                                                                      |
| 25-10-2024                                                               | Podgorica                                                                | Montenegro                                                               | 0 – 1                                                                    | Finlandia                                                                | Qual. Euro 2025                                                          | 1                                                                        | 73’                                                                      |
| 21-2-2025                                                                | Stara Pazova                                                             | Serbia                                                                   | 1 – 0                                                                    | Finlandia                                                                | UEFA Women's Nations League 2025 - 1º turno                              | -                                                                        |                                                                          |
| 24-2-2025                                                                | Budapest                                                                 | Ungheria                                                                 | 0 – 1                                                                    | Finlandia                                                                | UEFA Women's Nations League 2025 - 1º turno                              | -                                                                        | 60’                                                                      |
| 4-4-2025                                                                 | Vantaa                                                                   | Finlandia                                                                | 0 – 0                                                                    | Bielorussia                                                              | UEFA Women's Nations League 2025 - 1º turno                              | -                                                                        | 82’                                                                      |
| 8-4-2025                                                                 | Tampere                                                                  | Finlandia                                                                | 3 – 0                                                                    | Ungheria                                                                 | UEFA Women's Nations League 2025 - 1º turno                              | 1                                                                        | 87’                                                                      |
| 30-5-2025                                                                | Minsk                                                                    | Bielorussia                                                              | 0 – 3                                                                    | Finlandia                                                                | UEFA Women's Nations League 2025 - 1º turno                              | 2                                                                        | 64’                                                                      |
| 3-6-2025                                                                 | Helsinki                                                                 | Finlandia                                                                | 1 – 1                                                                    | Serbia                                                                   | UEFA Women's Nations League 2025 - 1º turno                              | 1                                                                        |                                                                          |
| 2-7-2025                                                                 | Thun                                                                     | Islanda                                                                  | 0 – 1                                                                    | Finlandia                                                                | Euro 2025 - 1º turno                                                     | -                                                                        | 78’                                                                      |
| Totale                                                                   |                                                                          | Presenze                                                                 | 135                                                                      |                                                                          | Reti                                                                     | 65                                                                       |                                                                          |

## Palmarès

### Club
- Coppa di Svezia: 1

Linköping: 2013-2014
- Supercoppa svedese: 2

Linköping: 2009, 2010

### Individuale
- Capocannoniere della Cyprus Cup: 1

2012 (4 reti)